# Gerry Ehrmann

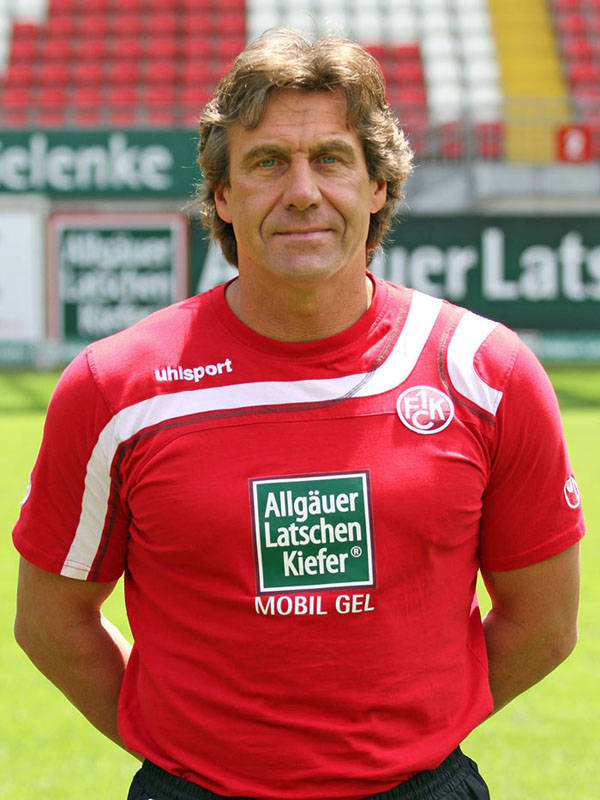
Gerry Ehrmann (2011)

Gerald „Gerry“ Ehrmann (* 18. Februar 1959 in Tauberbischofsheim) ist ein ehemaliger deutscher Fußballtorwart und heutiger Torwarttrainer. Von 1984 bis 1998 absolvierte er für den 1. FC Kaiserslautern 292 Spiele in der Bundesliga und neun Spiele in der 2. Bundesliga. Bereits zum Ende seiner Spielerzeit wurde er Torwarttrainer der Profimannschaft und behielt diesen Posten bis Februar 2020. Unter ihm trainierten u. a. die späteren deutschen Nationalspieler Kevin Trapp, Tim Wiese und Roman Weidenfeller, der 2014 Weltmeister wurde. Im Februar 2022 kehrte er zum Verein zurück und wurde Torwarttrainer im Nachwuchsleistungszentrum.

## Laufbahn
Ehrmann begann mit dem Fußballspielen beim TSV Tauberbischofsheim, wo er von 1965 bis 1977 insgesamt dreizehn Jahre aktiv war. Im Jahr 1977 wechselte der junge, talentierte Torwart zum 1. FC Köln und unterschrieb dort seinen ersten Profivertrag. In seiner ersten Saison 1977/78 wurde er als Ersatztorwart mit dem 1. FC Köln 1978 Deutscher Meister. Bis 1984 war er Ersatztorwart hinter dem damaligen Torwart der deutschen Nationalmannschaft Toni Schumacher. Obwohl er sich gegen den damals übermächtigen Schumacher nicht durchsetzen konnte, entwickelte er sich im täglichen Training zu einem erstklassigen Torwart. Während der sieben Jahre beim 1. FC Köln kam Ehrmann lediglich zu zwei Bundesligaeinsätzen.
Erst mit dem Wechsel zum 1. FC Kaiserslautern 1984 wurde er Stammtorwart in der Bundesliga. Er löste den schwedischen Stammtorhüter Ronnie Hellström im Tor von Kaiserslautern ab, der zur Sommerpause den Verein verließ. Der praktizierende Bodybuilder (Spitzname: „Tarzan“) erreichte 1991 seinen größten Erfolg, als er mit dem 1. FC Kaiserslautern Deutscher Meister wurde. Außerdem gewann er mit den Pfälzern 1990 und 1996 den DFB-Pokal. Obwohl er während seiner Karriere mehrfach als Stammtorwart verdrängt wurde, blieb er dennoch Publikumsliebling. In der Saison 1994/95 wurde er nach Verletzungen vom neu verpflichteten Andreas Reinke abgelöst, der auch fortan Stammtorwart blieb. Zur Saison 1996/97 plante der FCK zunächst nicht mehr mit Ehrmann als Torwart, bot ihm aber einen Vertrag als Torwarttrainer an, den Ehrmann annahm. Er ließ sich zusätzlich für den Notfall als Spieler reamateurisieren. Unter dem zwischenzeitlich verpflichteten Cheftrainer Otto Rehhagel wurde Ehrmann noch vor Saisonbeginn wieder Teil des Spielerkaders. Im Saisonverlauf vertrat Ehrmann Reinke in einigen Spielen und erhielt damit den Vorzug vor Mark Schwarzer, der noch während der Saison den Verein verließ. 1997/98 saß er wegen des Ausfalls von Petr Kouba in der Hinrunde bis zur Verpflichtung von Lajos Szűcs regelmäßig und zuletzt am 28. März 1998 gegen Bayer 04 Leverkusen auf der Bank.
Ehrmann spielte insgesamt 294-mal in der Bundesliga und neunmal in der 2. Bundesliga. Ehrmanns Stärken waren seine Reflexe und Eins-gegen-Eins-Situationen mit sich dem Tor nähernden Angreifern. Schwächen zeigte er bei Flanken. In der halbjährlichen kicker-Rangliste erhielt Ehrmann zwölfmal die Einstufung Im weiteren Kreis (heute: Nationale Klasse) und im Winter 1991/92 Internationale Klasse.
Die von ihm trainierten Torhüter Roman Weidenfeller, Tim Wiese, Florian Fromlowitz, Tobias Sippel, Luis Robles, Kevin Trapp, Marco Knaller, Marius Müller, Julian Pollersbeck, Jan-Ole Sievers und Lennart Grill schafften alle den Sprung in den Profibereich. Ehrmann genoss auch nach seiner Zeit als Aktiver noch große Beliebtheit unter den Anhängern des 1. FC Kaiserslautern.
Nach 24 Jahren im Amt als Torwarttrainer sowie 36 Jahren im Verein stellte ihn der 1. FC Kaiserslautern am 23. Februar 2020 nach „einer Reihe von internen Vorkommnissen“ innerhalb des Trainerstabs unter dem Cheftrainer Boris Schommers, die „eine zielgerichtete und teamorientierte Zusammenarbeit zum Wohle des Vereins nicht mehr möglich machen“, frei. Nach Angaben des FCK soll es von Seiten Ehrmanns zu „massiven, substantiellen Beleidigungen, Arbeitsverweigerungen und Drohungen gegenüber dem Trainerteam gekommen“ sein. Rund einen Monat später gab Ehrmann an, gegen seine Freistellung Klage einreichen zu wollen. Anfang 2021 einigten sich beide Seiten außergerichtlich und die Anschuldigungen wurden zurückgenommen.
Mitte Februar 2022 kehrte Ehrmann zum 1. FC Kaiserslautern zurück und wurde Torwarttrainer im Nachwuchsleistungszentrum.

## Erfolge
- Deutsche Meisterschaft: 1977/78 (ohne Einsatz), 1990/91, 1997/98 (ohne Einsatz)
- Meister der 2. Bundesliga: 1996/1997 (als Spieler), 2009/2010 (als Torwarttrainer)
- DFB-Pokal: 1977/78 (ohne Einsatz), 1982/83 (ohne Einsatz), 1989/90, 1995/96